# Saint-Inglevert
Saint-Inglevert je francouzská obec v departementu Pas-de-Calais v regionu Hauts-de-France. Žije zde 814 obyvatel.

## Geografie

### Sousední obce
| Růžice kompasu | Hervelinghen |                 | Bonningues-lès-Calais | Růžice kompasu |
| Růžice kompasu | Audembert    | Sever           | Pihen-lès-Guînes      | Růžice kompasu |
| Růžice kompasu | Audembert    | Saint-Inglevert | Pihen-lès-Guînes      | Růžice kompasu |
| Růžice kompasu | Audembert    | Jih             | Pihen-lès-Guînes      | Růžice kompasu |
| Růžice kompasu |              | Leubringhen     | Landrethun-le-Nord    | Růžice kompasu |